# Mramor (obwód miejski Sofia)
Mramor (bułg. Мрамор) – wieś w Bułgarii; 1900 mieszkańców (2010).